# Seznam baskovskih boksarjev
Seznam baskovskih boksarjev.

## U
- José Ibar Urtain
- Paulino Uzcudun